# シュー (エジプト神話)
シュー（Shu）は、エジプト神話における大気の神。ヘリオポリス九柱神に数えられる。

## 概要
創造神アトゥムを親に持ち、アトゥムの自慰によって生まれた（ラーと習合されたため、ラーともされる）。配偶神は妹でもある湿気の女神テフヌト。彼女との間に大地の神ゲブと天空の女神ヌトを成した。
子供たちが抱き合っているところをシューが無理矢理引き離し、天と地とが分かれたとされる。この神話はエジプト神話の中でも特に有名で、横たわったゲブの上にシューが立ち、ヌトを支える図像はよく知られている。